# Фонтан (фільм)
«Фонтан» (англ. The Fountain) — філософський художній фільм-притча знятий в стилі «магічного реалізму». Режисер фільму — Даррен Аронофскі.
У фільмі переплітаються три сюжети: похід конкістадора в минулому, трагедія лікаря в сучасності та космічна подорож людини майбутнього.

## Сюжет
Іспанський конкістадор Томас за велінням королеви Ізабелли розшукує в джунглях Америки легендарне Дерево Життя — джерело безсмертя. Його загін потрапляє в пастку індіанців, але конкістадору вдається видертись на верхівку піраміди. Там на дорозі до мети він стикається з жерцем, що стинає йому голову. Все це споглядає у видінні чоловік у майбутньому, його двійник Томмі, що розшукав Дерево Життя біля зорі Шибальба. Разом з тим і це в свою чергу виявляється уявою лікаря-онколога Тома з сучасності, молода дружина якого, Іззі, смертельно хвора на рак.
Під час чергової операції Том згадує про екстракт рідкісного дерева, який випробовує на піддослідній мавпі. Він сподівається, що це допоможе і дружині, проте не має дозволу на застосування екстракту. Іззі показує йому помираючу зірку, що невдовзі вибухне, давши життя іншим зіркам. Символічно, що саме вона увлялась індіанціям майя як Шибальба — місце, де душі померлих чекають на народження в інших тілах. Іззі просить Тома закінчити її книгу «Джерело», де її хвороба зображена як інквізитор, що поневолює середньовічну Іспанію. Щоб подолати його, необхідно розшукати Дерево Життя.
Том довідується, що екстракт позитивно впливає на загоєння ран, але не лікує рак. На сторінках книги в руки інквізитора Сілеціо переходять землі тих, кого було оголошено єретиками. Інквізитор прагне невдовзі позбавити підтримки королеву Ізабеллу та вбити її. Він звинувачує Ізабеллу в єресі за пошуки безсмертя, що перешкоджає Суду Божому. Захисник королеви Томас пропонує вбити Сілеціо, та Ізабелла проти, адже це виставить її в поганому світлі перед іншими монархами. Вона кличе отця Авілу з ордена францисканців, який розповідає, що рік тому повернувся з Америки. Отець володіє кинджалом, малюнок на руків'ї якого вказує на місце розташування піраміди, де росте Дерево Життя. Томас не вірить, але королева переконує його, що це біблійне Дерево Життя. Вона відряджає Томаса на пошуки безсмертя, щоб він, випивши соку Дерева Життя, став новим Адамом, а вона — Євою.
Іззі показує Тому малюнки індіанців з Першим Батьком, який приніс себе в жертву аби дати життя світу. Його тіло стало небом і землею, а голова — Шибальбою. Таким чином смерть є початком нового життя. Том не бажає чути про смерть, але коли Іззі стає зле, він починає розуміти, що між книгою і реальністю існує містичний зв'язок. Він випробовує екстракт знову, та ефект той самий. Іззі в той же час спокійно приймає наближення смерті.
Авіла знаходить в Америці місце, де слід вкласти кинджал в орнамент на камені. До того часу багато конкістадорів загинули і вцілілі вирішують припинити пошуки. Томас вступає у бій з заколотниками та пропонує загинути зараз, або піти з ним. Авіла гине під час бою, але розповідає де знайшов камінь.
Екстракт нарешті дає ефект, але Іззі помирає до того, як Том дасть ліки. Томмі бере зразок соку Дерева Життя, та Дерево всихає. На похоронах Том каже, що смерть — це хвороба і обіцяє знайти від неї ліки. Читаючи книгу, він доходить до місця, де жрець зрубує Томасу голову, а далі виявляються порожні сторінки. Том стає одержимий пошуками безсмертя. Уві сні, де він бачить себе Томмі, Іззі каже дописати книгу. Томмі вилазить на Дерево і звідти злітає в Шибальбу. Жрець бачить як на місці Томаса виникає Томмі, в якому впізнає Першого Батька. Він дає вбити себе, щоб живити Дерево Життя. Томас підходить до Дерева, бере з нього сік та випиває. Але замість стати безсмертним самому, він перетворюється на квіти. Зоря Шибальба вибухає.
Том кладе на могилу Іззі плід, подарований нею під час останньої спільної прогулянки. Уві сні він каже дружині, що дописав книгу і приймає, що смерть — це початок нового життя.

## Зйомки
Зйомки фільму виявилися дуже складними для Даррена Аронофскі. Головні ролі мали зіграти Бред Пітт і Кейт Бланшетт, але під час підготовки до зйомок Пітт покинув проект через розбіжність у поглядах з режисером. Проект заморозили і заново розпочати роботу над фільмом Аронофскі зміг лише 2004 року, отримавши згоду на участь у фільмі Г'ю Джекмена і Рейчел Вайс. Бюджет фільму було скорочено більш ніж удвічі: з 75 млн до 35 млн доларів. Прем'єра фільму відбулась 2 вересня 2006 року на 63-му Венеційському кинофестивалі. Хоч критики зустріли фільм тепло, але кінокартина не окупилася в прокаті, зібравши менше 16 млн. доларів.

## У ролях
- Г'ю Джекман — Томас / Томмі / доктор Том Крео
- Рейчел Вайс — королева Ізабелла / Іззі Крео
- Еллен Берстін — доктор Лілліан Ґузетті
- Марк Марґуліс — святий отець Авіла
- Стівен МакГетті — Великий Інквізитор Сілеціо
- Фернандо Ернандез — володар Шибальби
- Ітан Саплі — Менні

## Цікаві факти
- Даррен Аронофскі вважає «Фонтан» своїм найважчим фільмом.[3]

- Журнал «Forbes» включив стрічку до свого рейтингу найпровальніших голлівудських фільмів за період з 2005 року по 2009 рік.[4]